# Campeonato Piauiense de Futebol de 1991
O Campeonato Piauiense de Futebol de 1991 foi o 51º campeonato de futebol do Piauí. A competição foi organizada pela Federação de Futebol do Piauí (FFP) e o campeão foi o Picos.

## Premiação
| Campeonato Piauiense de Futebol de 1991 |
| Picos                                   |
| --------------------------------------- |
| PICOS Campeão (1º título)               |